# 内田栄一 (作家)
内田 栄一（うちだ えいいち、1930年7月31日 - 1994年3月27日）は、日本の小説家、劇作家、脚本家、演出家、映画監督。

## 概要
岡山県出身。実家は岡山市内の古書店。鎌倉アカデミア中退。
若い頃には安部公房に師事。新日本文学会に入会して小説家としてデビューする。1974年には金子正次らとともに、劇団東京ザットマンを旗揚げするなど、アングラ演劇の活動も盛んに行っていた。

## 生涯
1930年（昭和5年）、岡山市に生まれる。生家は老舗の古書店。1945年、中学三年生のとき、高射砲の弾を作る工場に動員される。岡山大空襲で家を失い、愛媛県などに疎開。15歳の夏に終戦。戦後は、高校に通いながら、詩作と小説執筆に熱中。花田清輝、安部公房らのアヴァンギャルド芸術運動に感化される。安部が所属する「世紀の会」に入会。
1948年、18歳で上京。鎌倉アカデミアに入学するが、数か月で廃校となる。横須賀の米軍基地で警備員のアルバイトをしながら、「世紀の会」の学習会に参加。1950年、帰郷し古書店を手伝う（20歳）。貸本を仕入れて卸す仕事などもしていたという。岡山県庁製作の短編映画で、助監督を務める。1955年、同人誌に寄稿した小説「浮浪」が雑誌『文芸』に掲載される。三島由紀夫も推薦した。
1957年、安部公房の勧めにより、再び上京（27歳）。『季刊現代芸術』の編集に携わる。安部が台本を書いていたテレビやラジオ番組の下書きなどを行う。1960年、NHKの和田勉を紹介され、テレビドラマの台本を執筆。1962年、劇団「舞芸座」のために、戯曲「表具師幸吉」を執筆。瓜生良介の演出で上演される（美術・安部真知）。その準備の過程で、安部公房と訣別（32歳）。この年、安部の『砂の女』が出版されている。
1964年、劇団「発見の会」の創立に参加。劇団名を発案する。当時、東京12チャンネル（現・テレビ東京）のディレクターだった田原総一朗と組み、ドキュメント番組の構成を手掛ける。1965年、TBSの連続ドラマ「七人の刑事」の台本を執筆。今野勉が演出した。内田の妻ゆきが俳優のマネジメントをしており、栄一を紹介したという。

### ゴキブリの作りかた
1966年、第二次「発見の会」のために、戯曲「ゴキブリの作りかた」を執筆（36歳）。上演され好評を博す（美術・ワダエミ）。「アングラ劇のパターンの出発点」といわれる。ニッポン放送のティーチイン番組「ザ・パンチジャーナル」の構成を担当。岩波映画の製作・構成にも携わる。1967年、戯曲「流れ者の美学」を発見の会で上演。その後、瓜生と訣別。このころ、雑誌で自らガールハントを実践する企画も行っている。
1968年、「モダンアート前衛集団」のために、戯曲「ゴキブリ王」「ゴキブリ仁義」を執筆。このころ、『潮流ジャーナル』の編集者だった西田敬一と「ゴキブリ製造所」を結成する。1970年、演劇集団「変身」のために、戯曲「ハマナス少女戦争」を執筆。外波山文明に出会う。その後、俳優座の若手の依頼により、戯曲「吠え王オホーツク」を執筆。上演を拒否される。
1971年、街頭劇として、「混乱出血鬼」「混乱出血鬼錯乱号」を執筆（41歳）。外波山文明の「はみだし劇場」が野外で上演しながら、東北地方をまわる。NHKのテレビドラマ「さすらい」でその模様が放映される。1972年、映画「濡れた欲情・特出し21人」に、内田と外波山が出演。果物屋の軒先で「混乱出血鬼」を演じる。
1973年3月、『週刊プレイボーイ』で、劇画「噫(ああ) 日本共産党50年伝」（原作・内田栄一、作画・旭丘光志）の連載を開始。73年4月、福島県いわき市湯本に一軒家を借り、24時間演劇公演「外波山文明城」を実施。高校を卒業した秋吉久美子が観劇に訪れ、隣の席にいた内田ゆきにスカウトされる。73年7月、「噫 日本共産党50年伝」が連載中止となる。内田は、西田らと「クスボリ共同隊」を結成し、抗議活動を開始。大学祭などで「野戦劇」を展開する。

### 東京ザットマン
1974年、映画「妹」のシナリオを執筆（44歳）。このころ、金子正次に出会う。内田が主演した映画「痴漢と女高生」公開。金子らと劇団「東京ザットマン」を結成する。映画「バージンブルース」公開。1975年、クスボリ共同隊は分裂し、西田敬一らは「愛情シーツ工房」として活動する。内田は「東京ザットマン」を中心に活動。「美少女自動販売機」「昭和まぼろし花」「少女疾走」などを上演する。1976年、『地球ロマン』復刊第3号に、小説「黒シネマ」を寄稿。76年11月、昭和天皇の在位50年記念式典が行われている。
1977年、劇団名を「ザットマンセブン」と改め、「宇宙人少女とUFO少年の謎」など上演。1978年、セックス・ピストルズに衝撃を受け、「映画の作りかた：パンク・パンク・パンク」を上演。その後、内田は小説の執筆をはじめ、金子は映画製作へと向かう。
1981年、映画「スローなブギにしてくれ」のシナリオを執筆（51歳）。このころ、山本政志と出会う。映画「闇のカーニバル」に出演。1982年、映画「水のないプール」のシナリオ執筆。田口トモロヲに依頼され、演劇活動を再開する。1983年、演劇集団〈わ〉で、「佐川君のつくりかた」「演劇の作りかた／演劇のこわしかた」を上演。83年10月、金子正次・脚本主演の映画「竜二」が公開される。その直後、金子が死去。
1984年、「銀幕少年王：金子正次への報告公演」を実施。1985年、劇団「銀幕少年王」結成。1986年、「新・ゴキブリの作りかた」「100メートル決勝!」上演。劇団を「銀幕少年王ランニングシアター」に改名する。1987年、「ランニングシアター100M決勝! 2」など上演。映画シナリオ「永遠の1/2」を執筆。1988年、既製の商品と俳優の肉体を組み合わせた一人芝居を、年間を通じて実施する。
1990年、8ミリ映画「きらい・じゃないよ」を監督。1991年、16ミリ映画「きらい・じゃないよ 2」を監督。映画シナリオ「熊楠 KUMAGUSU」を執筆。映画「心臓抜き」に医師役で出演。1992年、映画「部屋／THE ROOM」に出演。路上に倒れる死体の役。1993年11月、入院、12月手術。1994年3月、肺ガンによる大静脈破裂のため死去（63歳）。

## 主な作品

### 映画

#### 脚本
- 妹（1974年 / 日活 / 監督:藤田敏八 / 出演：秋吉久美子、林隆三）
- バージンブルース（1974年 / 日活 / 監督：藤田敏八 / 出演：秋吉久美子、長門裕之）
- 炎の肖像（1974年、日活 / 監督：藤田敏八、加藤彰 / 出演：沢田研二、秋吉久美子）
- 魔性の夏・四谷怪談より（1981年 / 松竹 / 監督：蜷川幸雄 / 出演：萩原健一、関根恵子、夏目雅子）
- スローなブギにしてくれ（1981年 / 角川春樹事務所、東映 / 監督：藤田敏八 / 出演：浅野温子、古尾谷雅人、山﨑努）
- 水のないプール A POOL WIHTOUT WATER（1982年 / 若松プロ / 監督:若松孝二 / 出演：内田裕也、中村れい子、MIE）
- 赤い帽子の女（1982年 / 若松プロ、ヘラルド・エース / 監督：神代辰巳 / 出演：永島敏行、泉谷しげる）
- 海燕ジョーの奇跡（1984年 / 若松プロ、ヘラルド・エース / 監督：藤田敏八 / 共同脚本：神波史男、藤田敏八 / 出演：時任三郎、藤谷美和子、原田芳雄）
- スクラップ ストーリー ある愛の物語（1984年 / ジョイパックフィルム / 監督：若松孝二）
- 血風ロック（1985年 / 流山児祥事務所 / 監督：流山児祥 / 出演:塩野谷正幸、宇崎竜童、有薗芳記）
- 永遠の1/2（1987年 / ディレクターズ・カンパニー、フジテレビ / 監督：根岸吉太郎 / 出演：時任三郎、大竹しのぶ、中嶋朋子、小夜福子、吉行和子）

#### 監督
- きらい・じゃないよ 百年まちのビートニクス（1991年 / ハイライト・フィルム / 出演:伊藤猛、伊藤清美、美香、田口トモロヲ、川中健次郎）※脚本・プロデューサーも兼務
- きらい・じゃないよ2（1992年 / ハイライト・フィルム / 出演:伊藤猛、伊藤清美、田口トモロヲ、戸川純）※脚本・プロデューサーも兼務

#### 出演
- 歳時記（1973年 / 監督：岡部道男）
- 日本妖怪伝・サトリ（1973年 / 監督：東陽一）
- 濡れた欲情・特出し21人（1974年 / 監督：神代辰巳）
- 痴漢と女高生（1974年 / 脚本：荒井晴彦 / 監督：渡辺譲）
- 赤ちょうちん（1974年 / 監督：藤田敏八）
- 闇のカーニバル（1982年 / 監督：山本政志）
- 心臓抜き（1992年 / 監督：高橋玄）
- 部屋／ROOM（1993年 / 監督：園子温）
- 桂子ですけど（1997年 / 監督：園子温）

### テレビドラマ

#### 脚本
- 涙のワルツ あるダンス教習所にて（1960年 / NHK大阪放送局「現代人間模様」）
- 悪い奴（1961年 / NHK教育テレビ「創作劇場」 / 演出：和田勉）
- 百米道路（1961年 / NHK教育テレビ「創作劇場」 / 共同脚本：開高健、角谷定夫 / 演出：和田勉）
- 七人の刑事（TBS）
  - 「葉子の証言」（1965年）
  - 「冷たい夏」（1965年）
  - 「誰かがおれを待っている」（1966年）
  - 「魔物のように」（1966年）
  - 「悪の流れ」（1966年）
  - 「吠える」（1966年）
  - 「遠いはるかなオホーツク」（1967年）
  - 「女」（1978年）
  - 「わたしの秘密」（1978年）
- 泣いてたまるか 第78話「東京流れ者」（1968年 / TBS）
- はじめての休日（1975年 / 中部日本放送「東芝日曜劇場」）
- あこがれ共同隊（1975年 / TBS）
- 探偵物語（日本テレビ）
  - 第16話「裏切りの遊戯」（1980年 / 監督：村川透）
  - 第21話「欲望の迷路」（1980年 / 監督：村川透）
- 派閥抗争殺人事件（1987年 / 関西テレビ「森村誠一サスペンス」）

### 小説
- クレヨンの夏（1981年 / 三一書房）
- 星と月と草のまち（1981年 / 三一書房）
- コカコーラの秋（1982年 / 三一書房）
- 赤い帽子の女 小説（1982年 / ヘラルド・エンタープライズ）

### 漫画原作
- 噫 日本共産党50年伝（作画：旭丘光志、週刊プレイボーイ連載、1973年）

## エピソード
- アルフレッド・ジャリを敬愛している[14]。戯曲で、『ユビュ王』を連想させるタイトルや台詞を使うことがある。
- 空襲の翌朝、岡山市内に行くと自宅は焼けていた。死体がゴロゴロ転がっていたという。炊き出しの握り飯を食べようとすると、足の下に不発弾があった。[15]
- 安部公房（談）「彼には一種の底辺感覚ともいうべきものがあり」、「その表現力には、しばしば白昼夢のような不思議なリアリティがある。」（「表具師幸吉」推薦文）[16]
- 「ぼくは、ぼくの中にあらゆる意味で権威を作りたくない」と述べている。もし自分の作品が尊敬の目で受け入れられるようになったら、再びインチキとガセネタを求めて旅に出るという。（「吠え王オホーツク」パンフレット）[17]
- 1979年2月の講演で、1973年以降の天皇関連の活動を振り返り、「メジャーからの注文が全くなくなった」、いまは「天皇問題に手を出していない」などと話している。[18]
- 長谷川和彦は内田を「穏やかな怪人」と評している。[19]

## 著書
- 『ティーチイン・騒乱の青春』（編著）、三一書房、1969年。
- 『吠え王オホーツク』三一書房、1971年6月。戯曲集（吠え王オホーツク、ハマナス少女戦争、流れ者の美学、遠いはるかなオホーツク、表具師幸吉）。
- 『生理空間』、田畑書店、1971年11月。評論。（中平卓馬撮影の写真が一枚使用されている。）
- 『聖・混乱出血鬼』、鳥書房、1973年8月。（装幀・西田敬一、カヴァーの写真は中平卓馬が撮影[20]）。戯曲と小説。
- 『シナリオ・スローなブギにしてくれ』、角川文庫、1981年。
- 『赤い帽子の女／水のないプール：プロセスノート・初稿シナリオ』、三一書房、1982年。
- 『きらい・じゃないよ：百年まちのビートニクス』、洋泉社、1994年。

### 編集
- 『若松孝二・俺は手を汚す』、ダゲレオ出版、1982年。（聞き手、構成・編集）
- 金子正次『竜二・ちょうちん』、三一書房、1984年。（企画編集・解説）